# 변제충당
변제충당(辨濟充當)이란 채무자가 동일한 채권자에 대하여 동종의 목적을 갖는 수개의 채무를 부담한 경우, 또는 1개의 채무의 변제로서 수개의 급부를 하지 않으면 안 될 경우, 및 채무자가 1개 또는 수개의 채무에 대하여 원금 외에 이자 및 비용을 지급할 경우, 변제로서 제공한 급부가 채무 전부를 소멸시키는 데 부족한 경우에는 그 급부를 어느 채무 또는 어느 급부의 변제에 충당할 것인가를 정하는 것을 말한다.

## 합의충당

### 판례
- 담보권 실행을 위한 경매에서 배당금이 담보권자가 가지는 수개의 피담보채권 전부를 소멸시키기에 부족한 경우에는 채권자와 채무자 사이에 변제충당에 관한 합의가 있었다고 하더라도 그 합의충당은 허용될 수 없고, 획일적으로 민법 제477조 및 제479조에 따른 법정변제충당의 방법에 따라 충당하여야 한다.[1]
- 당사자 사이에 변제충당에 관한 별도의 합의가 있었다면 그 합의를 무효로 보아야 할 사유가 있다면 모르되 그렇지 않는 한 이 합의에 대한 충당을 무효로 볼 것까지는 아니다.[2]

- 채권자와 채무자 사이에 미리 변제충당에 관한 약정이 있고, 그 약정 내용이 변제가 채권자에 대한 모든 채무를 소멸시키기에 부족한 때에는 채권자가 적당하다고 인정하는 순서와 방법에 의하여 충당하기로 한 것이라면, 변제수령권자가 위 약정에 터잡아 스스로 적당하다고 인정하는 순서와 방법에 좇아 변제충당을 한 이상 그 충당은 효력이 있는 것이므로, 위와 같이 미리 변제충당에 관한 별도의 약정이 있는 경우에는 채무자가 변제를 하면서 위 약정과 달리 특정 채무의 변제에 우선적으로 충당한다고 지정하더라도, 그에 대하여 채권자가 명시적 또는 묵시적으로 동의하지 않는 한 그 지정은 효력이 없어 채무자가 지정한 채무가 변제되어 소멸하는 것은 아니다[3].

## 법정충당

### 판례
- 법정변제충당의 순위를 정함에 있어서 변제의 유예가 있는 채무에 대하여는 유예기까지 변제기가 도래하지 않은 것과 같게 보아야 할 것이다.[4]

- 담보권 실행을 위한 경매에서 배당금이 담보권자가 가지는 수개의 피담보채권 전부를 소멸시키기에 부족한 경우에는 채권자와 채무자 사이에 변제충당에 관한 합의가 있었다고 하더라도 그 합의충당은 허용될 수 없고, 획일적으로 민법 제477조 및 제479조에 따른 법정변제충당의 방법에 따라 충당하여야 한다.[5]

- 변제자가 주채무자인 경우에 보증인이 있는 채무와 보증인이 없는 채무사이에 있어서 전자가 후자에 비하여 변제이익이 더 많다고 볼 근거는 전혀 없어 양자는 변제이익의 점에 있어 차이가 없다[6]

## 같이 보기
- 변제